# برایت آری-مبی
برایت آری-مبی (انگلیسی: Bright Arrey-Mbi؛ زادهٔ ۲۶ مارس ۲۰۰۳) بازیکن فوتبال اهل آلمان است که در پست مدافع بازی می‌کند.
وی همچنین در تیم‌های ملی فوتبال تیم ملی زیر 15سال انگلستان, تیم ملی فوتبال زیر ۱۶ سال آلمان، و جوانان آلمان بازی کرده‌است.